# Lomatium stebbinsii
Lomatium stebbinsii är en flockblommig växtart som beskrevs av Schlessman och Lincoln Constance. Lomatium stebbinsii ingår i släktet Lomatium och familjen flockblommiga växter. Inga underarter finns listade i Catalogue of Life.